# Caproni Ca.350
Il Caproni Ca.350 fu un aereo da caccia pesante monomotore sviluppato dall'azienda aeronautica italiana Caproni CAB nei tardi anni trenta e rimasto alle prime fasi di sviluppo senza mai essere completato.

## Storia del progetto
Il Ca.350 venne progettato da Cesare Pallavicino come aereo multiruolo per caccia, ricognizione e bombardamento, completamente in metallo, a due posti, alimentato da un motore Isotta Fraschini Zeta RC.42 da 1 250 hp. Questo progetto, che risale al 1939 e costituisce l'evoluzione dei concetti di caccia pesante multiruolo espressi nel precedente progetto Caproni Ca.335/SABCA S 47. Questo aereo innovativo per l'epoca, pur non specializzato, aveva una velocità massima stimata di circa 650 km/h, ma la costruzione è stata abbandonata in quanto monomotore, mentre la preferenza della Regia Aeronautica era per un plurimotore.

### Pubblicazioni
- Il Corriere dell'Aviatore, N. 1-2, Associazione Nazionale Ufficiali Aeronautica (ANUA), Anno LVIII - Gennaio-Febbraio 2010.